# The Valley of the Giants
The Valley of the Giants è un film muto del 1919 diretto da James Cruze che aveva come interpreti principali Wallace Reid, Grace Darmond, William Brunton, Charles Ogle, Ralph Lewis, Alice Terry. La sceneggiatura di Marion Fairfax si basa sul romanzo omonimo di Peter B. Kyne, apparso originariamente nell'agosto 1918 su The Red Book Magazine.
Prodotto dalla Famous Players-Lasky Corporation, il film venne distribuito in sala il 31 agosto 1919.
Fu durante le riprese di questo film che Wallace Reid rimase ferito molto seriamente a causa di un incidente ferroviario: l'attore continuò comunque a lavorare ma, per attenuare i dolori, cominciò a far uso di morfina di cui diventò presto dipendente, cosa che lo portò prematuramente alla morte nel gennaio 1923.

## Trama

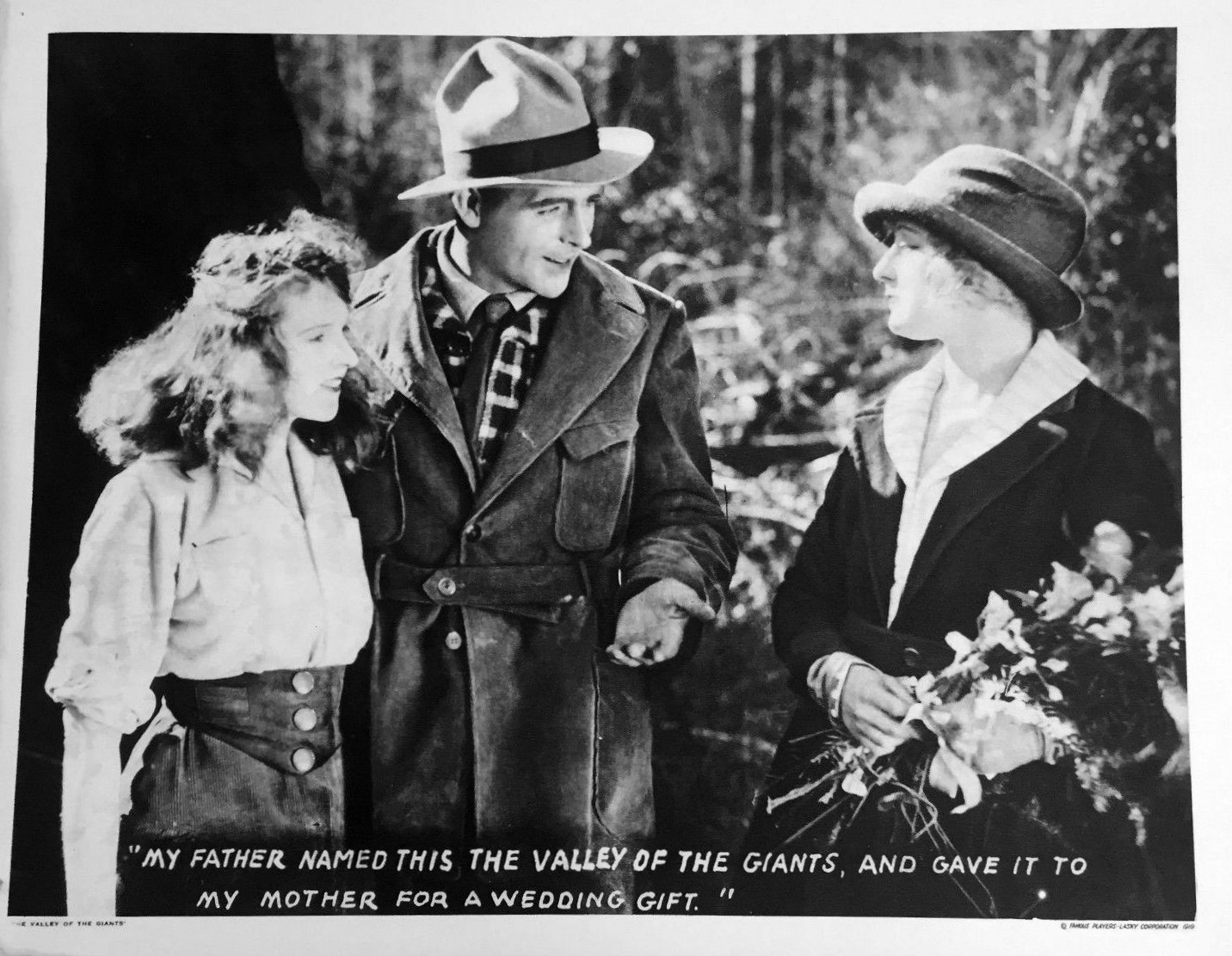

Ritornato a casa dopo l'università, Bryce Cardigan scopre che la "Valle dei giganti", il meraviglioso posto dove ha passato la sua infanzia e dove è sepolta sua madre, è in pericolo a causa dei guai finanziari in cui è incorso suo padre. Cardigan padre, che ha costruito la vicina città di Sequoia, potrebbe perdere le sue proprietà a favore del colonnello Pennington, un finanziere senza scrupoli. Quando Bryce viene a sapere che l'albero gigantesco che proteggeva la tomba della madre è stato abbattuto da Jules Rondeau, uno dei capisquadra di Pennington, si batte con lui.
Bryce salva poi Pennington e sua nipote Shirley da morte certa. Ma il colonnello non cede a una sua richiesta di poter usare la ferrovia per trasportare i tronchi. Bryce, allora, progetta insieme a un tecnico ferroviario, Buck Ogilvy, una linea alternativa che andrebbe a collegarsi alla linea ferroviaria principale. Shirley, innamorata di Bryce, appoggia i suoi sforzi mentre Pennington cerca disonestamente di contrastarlo. Pennington, che ha cercato di corrompere il sindaco, viene smascherato: la valle torna ai Cardigan e Bryce e Shirley possono sposarsi.

## Produzione
Il film fu prodotto dalla Famous Players-Lasky Corporation. È conosciuto anche con il titolo In the Valley of the Giants, titolo con il quale in origine avrebbe dovuto chiamarsi il film.

## Distribuzione
Il copyright del film, richiesto dalla Famous Players-Lasky Corp., fu registrato il 21 luglio 1919 con il numero LP14010. Distribuito dalla Famous Players-Lasky Corporation e dalla Paramount Pictures, il film - presentato da Jesse L. Lasky - uscì nelle sale cinematografiche statunitensi il 31 agosto 1919.
La pellicola fu considerato perduta per molti anni, finché non ne venne ritrovata una copia in positivo negli archivi russi della Gosfilmofond. Trascritta in digitale, è stata donata alla Library of Congress di Washington e presentata il 20 ottobre 2010.

## Versioni cinematografiche
Il romanzo Valley of the Giants di Peter B. Kyne è stato adattato per lo schermo in diverse versioni cinematografiche:
- The Valley of the Giants, regia di James Cruze (Paramount) (1919)
- The Valley of the Giants, regia di Charles Brabin (WB)  (1927)
- La valle dei giganti (Valley of the Giants), regia di William Keighley (WB)   (1938)
- Trial by Trigger, regia di William C. McGann (WB)  (1944)